# 新疆生产建设兵团第三师五十三团
新疆生产建设兵团第三师五十三团是中华人民共和国新疆生产建设兵团第三师下辖的一个团，与新疆维吾尔自治区图木舒克市金胡杨镇实行“团镇合一”的管理体制。

## 行政区划
新疆生产建设兵团第三师五十三团下辖以下单位：
团部、一连、二连、三连、四连、五连、六连、七连、八连、九连、十八连、十九连、二十连、二十一连、二十二连、二十三连、二十四连、良种连、林业站生活区、农一队、农二队、农三队和农四队。